# Polibo di Corinto
Pólibo (in greco antico: Πόλυβoς?, Pόlybos), re di Corinto, è una figura della mitologia greca.
Sposò Peribea. Secondo la leggenda, un giorno un servitore gli portò un bambino che aveva trovato legato nel bosco. A causa dei legacci, i piedi del bambino si erano gonfiati; per questo Polibo gli diede il nome di Edipo, che in greco antico voleva dire colui che ha i piedi gonfi. Il re e sua moglie lo allevarono come un figlio.
Nella sua opera Storie d'amore (Erotika Pathémata), Partenio di Nicea racconta le vicende della figlia di Polibo, Alcinoe.